# Општина Доролц (Сату Маре)
Доролц (рум. Dorolţ) општина је у Румунији у округу Сату Маре.
Oпштина се налази на надморској висини од 116 m.